# Syzeuctus interstitialis
Syzeuctus interstitialis är en stekelart som först beskrevs av Cameron 1905.  Syzeuctus interstitialis ingår i släktet Syzeuctus och familjen brokparasitsteklar. Inga underarter finns listade i Catalogue of Life.